# 苏珊·舍温
苏珊·舍温（英語：Susan Sherwin，1947年6月6日—）是一位加拿大女哲学家和女性主义生物倫理學家。舍温1969年获加拿大约克大学数学和哲学学士学位，1974年获斯坦福大学哲学博士学位，1973至1974年还在凯斯西储大学进行博士后研究工作，1974年进入戴尔豪斯大学哲学系，成为该系建立以来的首位女性教员。